# Koichi Tohei
Koichi Tohei (japanska: 藤平光一Tōhei Kōichi?), född 20 januari 1920, död 19 maj 2011 var en japansk aikidolärare som är skaparen av den stil som oftast brukar kallas ki-aikido. Innan han lämnade moderorganisationen Aikikai var han en av dess mest drivande krafter, och innehar graden tionde dan från denna organisation.
Tohei började träna aikido på Kobukan, den dojo (träningslokal) som senare blev till Aikikai hombu dojo, år 1939 medan han läste på Keiouniversitetet.  1942 blev han inkallad till armén, och tillbringade större delen av andra världskriget i Kina tills 1946 då han kunde återvända hem. Väl tillbaka i Japan tog han kontakt igen med sin lärare Morihei Ueshiba, som slagit sig ner i den lantliga staden Iwama. Han blev tillsammans med Morihei Ueshibas son, Kisshomaru Ueshiba, en av de viktigaste instruktörerna på hombu dojo. Tohei var den förste av de riktigt högt placerade aikidolärarna som reste utomlands för att undervisa, 1953 då han reste till Hawaii dit han sedan återvände flera gånger även för längre tidsperioder. Genom dessa vistelser och även besök på det amerikanska fastlandet fick han stort inflytande på aikidons utveckling i USA, och han besökte även Europa. Toheis influens på aikidon i väst blev inte mindre av att han var en av få aikidolärare i sin generation som pratade god engelska. Han skrev flera tidiga böcker om aikido, både om dess teknik och om tillämpningar av aikidons principer i dagligt liv.
Tohei blev dock missnöjd med sin position inom Aikikai; även om hans position var stark stod han ändå i skuggan av Ueshibas son, som officiellt var chef. Tohei introducerade ett eget system för att undervisa specifikt om ki, inte bara aikidotekniker, vilken han dock inte fick hombu dojo att acceptera. Efter flera års spänningar lämnade han officiellt Aikikai i maj 1974 för att bygga upp sin egen organisation. Hans position i aikidovärlden var stark, och hans avhopp från Aikikai ledde till en splittring i aikidovärlden både inom Japan och utom. Många klubbar ute i världen fortsatte att vara knutna till Tohei i hans nya organisation, istället för till Aikikai. I oktober 1990 överlämnade Tohei officiellt ledarskapet av organisationen till Koretoshi Maruyama. I en intervju från 1996 hävdade han att hans aikido till 30% bestod av vad han lärt sig från Ueshiba, medan 70% av hans aikido var hans egen.

## Graderingar
- 8 dan 1952, av Morihei Ueshiba
- 9 dan maj 1960, av Morihei Ueshiba
- 10 dan 1970, av Aikikai